# Scyphocephalium mannii
Scyphocephalium mannii es una especie de planta fanerógrama perteneciente a la familia Myristicaceae. Es originaria de África occidental.

## Distribución
El área de distribución nativa de esta especie se extiende desde sur de Nigeria hasta Camerún, Gabón, Guinea Ecuatorial y República del Congo.

## Descripción
Es un árbol de hoja perenne de las tierras bajas de selva tropical y crecimientos secundarios, alcanzando los 25 m de altura. La madera es ligera y semi-dura: albura blanca y duramen de color marrón-naranja con un lustre brillante.

## Propiedades

#### Medicinales
Se utiliza para problemas pulmonares y enfermedades venéreas.

#### Productos
Son aprovechables las exudaciones-gomas, resinas, etc.

#### Alimentación
Las semillas son usadas para salsas, condimentos, especias, aromas, etc.

#### Fitoquímica
Contiene ácidos grasos y sustancias químicas con importante actividad antibacteriana in vitro.

#### Madera
Esta tiene aplicaciones de carpintería y afines, así mismo sirve como combustible y luz.

## Taxonomía
La especie fue descrita inicialmente como Myristica mannii fue descrita por George Bentham y Joseph Dalton Hooker y publicado en Hooker's Icones Plantarum 13, 49, t. 1262, en 1878, actualmente es tanto un sinónimo como el basónimo de esta; y ulteriormente, sería transferida al género Scyphocephalium por Otto Warburg en Nova Acta Academiae Caesareae Leopoldino-Carolinae Germanicae Naturae Curiosorum 68: 249, en 1897.

#### Etimología
Ver: Scyphocephalium
mannii: epíteto nombrado en honor de